# Irene Ambrus
Irene Ambrus, de son vrai nom Irene Klopfer (née le 28 avril 1904 à Budapest, morte le 22 juillet 1990 à Londres) est une chanteuse et actrice hongroise.

## Biographie
Irene Ambrus suit une formation de chant au Conservatoire de Budapest. Elle fait ses premières apparitions au Théâtre d'opérette de Budapest. En 1925, elle découvre Erik Charell qui l'embauche au Großes Schauspielhaus de Berlin. Elle fait ses débuts dans la revue An alle. La cousine de Gitta Alpár apparaît alors comme soubrette dans les opérettes de Berlin et comme artiste de cabaret au théâtre de Rudolf Nelson. En 1928, elle épouse Levy de la maison de disques Lindström AG, qui favorise sa carrière.
De 1927 à 1933, elle fait plus de 60 enregistrements : Die Susie bläst das Saxophon, Heinrich wo greifst du denn hin, Heut gehn wir morgen erst ins Bett!, Für die große Liebe habe ich keine Zeit, Du hast mir ew’ge Treue geschworen, Ferdinand!, Ich will Sie küssen, wenn Sie es verlangen (en duo avec Hans Albers) et en 1932 Oh Mo’nah. Elle a un contrat de cinq ans avec Parlophone, la filiale d'Electrola. Pour le label Homocord, elle chante sous le pseudonyme d'Ina Aristid. Un autre pseudonyme est Mabel Eton.
De plus, elle participe à certains films et joue dans des films commerciaux. La prise du pouvoir par les nazis met brutalement fin à la carrière de l'artiste juif en Allemagne. En 1933, elle émigre en Grande-Bretagne et joue du théâtre, par exemple l'opérette Die Fledermaus mise en scène par  au Palace Theatre en 1945.
Son mari trouve un emploi chez Parlophone à Londres et sa maison est un lieu de rencontre pour la société. Cependant, après la mort de son mari, elle est oubliée et meurt dans une maison de retraite.

## Filmographie
- 1926 : Die weisse Geisha
- 1930 : Wien, du Stadt der Lieder (de)
- 1930 : Lumpenball (de)
- 1931 : Die Marquise von Pompadour
- 1931 : Moritz macht sein Glück
- 1931 : Opernredoute
- 1932 : Die fidele Razzia

## Source de la traduction
- (de) Cet article est partiellement ou en totalité issu de l’article de Wikipédia en allemand intitulé « Irene Ambrus » (voir la liste des auteurs).